# Albuca villosa
Albuca villosa är en sparrisväxtart som beskrevs av U.Müll.-doblies. Albuca villosa ingår i släktet Albuca och familjen sparrisväxter.

## Underarter
Arten delas in i följande underarter:
- A. v. glabra
- A. v. villosa